# Эсфирь перед Артаксерксом (картина Тинторетто)
«Эсфирь перед Артаксерксом» (итал. Ester davanti ad Assuero) — картина венецианского художника Тинторетто, написанная около 1546—1547 года. Крупное полотно изображает сцену из греческого добавления к Книге Есфирь Ветхого завета, когда царица Эсфирь лишается чувств перед разгневанным царём Персии Артаксерксом (библейским Ахашверошом).
С 1620-х годов картина находилась в Королевской коллекции в Великобритании. С 2019 года полотно находится в Кенсингтонском дворце в Лондоне.
Картина варьирует в степени отделки между различными частями картины. В картине присутствуют интенсивные цвета и драматические контрасты в освещении, что в целом характерно для венецианской живописи. Оранжево-жёлтый аурипигмент, использовавшийся живописцем в отделке одежды царя, выцвел. Первоначально он соответствовал бы библейскому описанию великолепного золотого халата царя. Картина была датирована 1546—1547 годами на основании её стилистики, то есть ранним периодом Тинторетто незадолго до первого крупного заказа художнику «Чудо св. Марка» (сейчас — в Галерее академии в Венеции).

## Изменения композиции
Композиция претерпела ряд изменений, самые ранние из которых внес сам Тинторетто, в фигуры позади короля. В ходе работы над картиной он отказался от двух фигур, стоящих позади короля, высокой извивающейся фигуры с длинным шарфом, которая, предположительно, была Аманом, и того, что сейчас является очень размытым контуром мужчины в тюрбане. Этот этап можно увидеть в копии, сделанной в мастерской в Эскориале, и на отпечатке, сделанном в 1712 году с картины из Королевской коллекции. Версия из Эскориала также расширяет композицию в обе стороны и совсем немного вверху и внизу, добавляя полторы фигуры справа и показывая полную ногу и ступню мальчика с собакой слева.

## История
Первоначальный владелец картины неизвестен. Вероятно, полотно было написано для светского расположения, несмотря на религиозную тему. Это известно из инвентарной записи коллекции Гульельмо I Гонзага, герцога Мантуи. В 1627 году картина висела рядом с другой картиной Тинторетто «Музы» в проходе в Палаццо Дукале в Мантуе. Картина была приобретена из коллекции Гонзага королём Англии Карлом I. После казни Карла I в 1649 году картина была оценена в £120 и продана. Впоследствии она была рекуперировала королевской семьёй в период Реставрации (1660).